# 잉글랜드 U-18 축구 국가대표팀
잉글랜드 U-18 축구 국가대표팀(영어: England national under-18 football team)은 잉글랜드 18세 이하 대표팀 또는 잉글랜드 U-18로도 불리며, 18세 이하 연령 수준의 남자 축구 경기에서 잉글랜드를 대표하며 잉글랜드 축구 관리 기구인 잉글랜드 축구 협회의 관리를 받는다.